# Vladimír Weiss
Vladimír Weiss, född 30 november 1989 i Bratislava, är en slovakisk fotbollsspelare som sedan januari 2020 spelar i Slovan Bratislava. Weiss spelar som yttermittfältare och gjorde sitt första mål för Manchester City i en 3-0-seger över Arsenal FC i ligacupen den 2 december 2009. Hans far, som också heter Vladimír Weiss, var även han en framgångsrik fotbollsspelare.